# Epacmus
Epacmus is een vliegengeslacht uit de familie van de wolzwevers (Bombyliidae). De wetenschappelijke naam van het geslacht werd voor het eerst geldig gepubliceerd in 1886 door Osten Sacken.

## Soorten
- E. cirratus Melander, 1950
- E. clunalis Melander, 1950
- E. connectens Melander, 1950
- E. labiosus Melander, 1950
- E. litus (Coquillett, 1886)
- E. modestus (Loew, 1872)
- E. morsicans Melander, 1950
- E. nebritus Coquillett, 1894
- E. nitidus Cole, 1921
- E. pallidus Cresson, 1919
- E. ponderosus Melander, 1950
- E. pulvereus Melander, 1950
- E. tomentosus Melander, 1950